# Сорок хвилин до світанку
«Сорок хвилин до світанку» (рос. «Сорок минут до рассвета») — радянський художній чорно-білий фільм-драма 1963 року, знятий режисером Борисом Рицарєвим на кіностудії «Білорусьфільм».

## Сюжет
Герої фільму — люди різних професій. Кожен по-своєму, на прикладі свого життя, вони говорять про те, що таке щастя, що таке подвиг, героїзм. Фільм знімався у багатьох місцях: у колгоспі, у річковому порту, у клініці, на будівництві гідроелектростанції.

## У ролях
- Гліб Стриженов — Костянтин Мєтєлєв, письменник
- Лариса Даниліна — Ніна
- Владислав Баландін — Григорій Бандура
- Костянтин Яницький —  Василь Бродов
- Дмитро Мілютенко — Демид Антонович
- Костянтин Кульчицький — Барсук
- Алла Шнайдерман — Тамара
- Віктор Король — Алік
- Сергій Яковлєв — Непомнящий
- Нінель Жуковська — Савіна
- Тетяна Алексєєва — епізод
- С. Гайдучек — епізод
- Інна Дашковська — епізод
- Анастасія Коледа — епізод
- Олександра Зиміна — епізод
- Леонід Каневський — завмаг у сільському сільпо
- Д. Кістова — епізод
- Олександр Короткевич — епізод
- О. Кудрявцева — епізод
- Георгій Мілляр — епізод
- Надія Семенцова — епізод
- Олександр Орлов — епізод
- Світлана Турова — епізод
- Павло Пекур — епізод
- В. Борук — епізод
- Олександр Петров — епізод
- Борис Второв — епізод
- Володимир Савельєв — епізод
- Євген Дубасов — епізод
- Здислав Стомма — епізод
- Юрій Галкін — епізод
- В. Фущик — епізод
- Олег Хроменков — барабанщик

## Знімальна група
- Режисер — Борис Рицарєв
- Сценаристи — Роберт Віккерс, Олександр Каневський
- Оператор — Ізраїль Пікман
- Композитор — Михайло Марутаєв
- Художник — Борис Кавецький